# Shanghai Diamond League 2024
Lo Shanghai Diamond League 2024 è stata la 14ª edizione dell'annuale meeting di atletica leggera, seconda tappa del circuito Diamond League 2024. Le competizioni hanno avuto luogo presso lo Suzhou Olympic Sports Centre di Suzhou il 27 aprile 2024, a causa dei lavori di ristrutturazione dello Stadio di Shanghai.

## Programma[2]
| # | Orario | Specialità         |
| - | ------ | ------------------ |
| 1 | 18:31  | Salto con l'asta   |
| 2 | 18:35  | Salto in alto      |
| 3 | 19:18  | 100 metri piani    |
| 4 | 19:39  | Salto in lungo     |
| 5 | 20:00  | 800 metri piani    |
| 6 | 20:27  | 5000 metri piani   |
| 7 | 20:53  | 110 metri ostacoli |

| # | Orario | Specialità             |
| - | ------ | ---------------------- |
| 1 | 17:32  | Lancio del disco       |
| 2 | 17:45  | Salto in lungo         |
| 3 | 18:20  | Getto del peso         |
| 4 | 18:29  | 5000 metri piani       |
| 5 | 19:04  | 400 metri piani        |
| 6 | 19:16  | Lancio del giavellotto |
| 7 | 19:28  | 3000 metri siepi       |
| 8 | 19:49  | 100 metri ostacoli     |
| 9 | 20:14  | 200 metri piani        |

     Specialità valide per la Diamond League

## Risultati
Di seguito i primi tre classificati di ogni specialità. 

### Uomini
| Specialità       |                  | Prestazione | 2º classificato            | Prestazione   | 3º classificato  | Prestazione |
| 100 m            | Akani Simbine    | 10"01 =     | Christian Coleman          | 10"04         | Fred Kerley      | 10"11       |
| 800 m            | Slimane Moula    | 1'44"55     | Wycliffe Kinyamal          | 1'44"88       | Clayton Murphy   | 1'45"18     |
| 5000 m           | Selemon Barega   | 12'55"68    | Biniam Mehary              | 12'56"37      | Benson Kiplangat | 12'58"78    |
| 110 m hs         | Daniel Roberts   | 13"12       | Shunsuke Izumiya           | 13"23         | Hansle Parchment | 13"26       |
| Salto in lungo   | Marquis Dendy    | 8,05 m =    | Wang Jianan                | 8,04 m        | Shi Yuhao        | 7,99 m      |
| Salto in alto    | Hamish Kerr      | 2,31 m      | Mutaz Essa Barshim         | 2,29 m        | Vernon Turner    | 2,29 m      |
| Salto con l'asta | Armand Duplantis | 6,00 m      | Ben Broeders Sam Kendricks | 5,82 m 5,82 m | -                | -           |

     Prestazione che stabilisce il nuovo record del meeting.

### Donne
| Specialità             |                       | Prestazione | 2º classificato  | Prestazione | 3º classificato       | Prestazione |
| 200 m                  | Daryll Neita          | 22"62       | Anavia Battle    | 22"99       | Sha'Carri Richardson  | 23"11       |
| 400 m                  | Marileidy Paulino     | 50"89       | Talitha Diggs    | 51"77       | Sada Williams         | 52"00       |
| 5000 m                 | Mekedes Alemeshete    | 14'36"70    | Ayal Dagnachew   | 14'36"86    | Letesenbet Gidey      | 14'37"13    |
| 100 m hs               | Jasmine Camacho-Quinn | 12"63       | Devynne Charlton | 12"64       | Danielle Williams     | 12"74       |
| 3000 m siepi           | Beatrice Chepkoech    | 9'07"36     | Peruth Chemutai  | 9'15"46     | Gesa Felicitas Krause | 9'16"24     |
| Salto in lungo         | Marthe Koala          | 6,68 m      | Quanesha Burks   | 6,59 m      | Milica Gardašević     | 6,52 m      |
| Getto del peso         | Chase Jackson         | 20,03 m     | Sarah Mitton     | 19,86 m     | Song Jiayuan          | 19,83 m     |
| Lancio del disco       | Valarie Allman        | 69,86 m     | Feng Bin         | 67,11 m     | Yaimé Pérez           | 65,59 m     |
| Lancio del giavellotto | Haruka Kitaguchi      | 62,97 m     | Mackenzie Little | 62,12 m     | Flor Ruíz             | 60,70 m     |

     Prestazione che stabilisce il nuovo record del meeting.